# Acrocercops apicella
Acrocercops apicella là một loài bướm đêm thuộc họ Gracillariidae. Nó được tìm thấy ở đảo Guadalcanal và đảo Rennell của quần đảo Solomon. Nó được đặt tên bởi J.D. Bradley năm 1957.